# Kılavuzlar (Bozdoğan)
Kılavuzlar – wieś w Turcji, w prowincji Aydın, w dystrykcie Bozdoğan. W 2010 roku wieś zamieszkiwało 623 mieszkańców.